# Evangelical Church of West Africa
Die Evangelical Church of West Africa (ECWA) ist eine  christliche Kirche in Nigeria. Sie ist 1954 aus der internationalen Missionsorganisation Serving in Mission (SIM) hervorgegangen, nachdem in mehreren Kirchen, die der SIM nahestanden, das Bedürfnis entstand, eine eigene regionale Kirche zu gründen. Sie wurde später, als sie über Westafrika hinausging, in Evangelical Church Winning All umbenannt. Ihr Ziel ist es, Gott zu verherrlichen und jeden Menschen mit Christus bekannt zu machen.

## Geschichte
1893 kamen die Missionare Walter Gowans, Rowland Bingham und Thomas Kent erstmals nach Lagos mit dem Ziel, den Menschen der afrikanischen „Sudanregion“ das Evangelium von Jesus Christus zu bringen. Während Gowans und Kent schon bald an Malaria starben, fuhr Bingham, der ebenfalls erkrankte, nach Kanada zurück. Es gelang ihm aber ein weiteres Team zu entsenden, das 1902 tief im Inneren Nigerias eine Missionsstation errichtete. 1909 konnte in Egbe in der Provinz Kogi eine erste Kirche gegründet werden und dreizehn Personen ließen sich taufen. 1941 konnte mit dem Igba Theological College eine erste Bibelschule eröffnet werden. 1954 ging daraus die einheimische Evangelical Church of West Africa hervor, die seither stark gewachsen ist und in verschiedenen Arbeitsgebieten tätig geworden ist.

## Größe und Arbeitsgebiete
Die ECWA ist im überwiegend islamischen Nordnigeria als zahlenmäßig stärkste Kirche vertreten. Insgesamt versammelt sie etwa drei Millionen Mitglieder und zusätzlich sieben Millionen Besucher in über 6.000 Gemeinden, wobei sie in Zentralnigeria in den letzten Jahren am stärksten gewachsen ist (um 400 %, Stand 2018).
Die Kirche unterhält Missionsstationen, Bibelschulen, Akademien und ein eigenes Krankenhaus. Das ECWA Medical Department koordiniert ein Netzwerk von über 110 Kliniken, einem pharmazeutischen Institut, einer Pflegefach- und einer Geburtshilfeschule.
Eine erste Bibelschule, die sogenannte Prophetenschule, wurde von Vorgängern bereits 1918 in Igbaja gegründet, 1931 folgte das Theologische Seminar in Kagoro und 1982 das ECWA Theological Seminary in Jos. 2018 hatte die Kirche weltweit acht Bibelschulen und fünfzehn theologische Seminare.
Mehr als 1600 Missionare dienen in ganz Nigeria und 17 weiteren Ländern im Evangelical Missionary Service, der Missionsorganisation der ECWA. Sie gilt damit als größte christliche Missionsorganisation Afrikas. Wegen seiner Missionstätigkeit in Nordnigeria waren Einrichtungen der ECWA in der Vergangenheit immer wieder Anschlägen und Plünderungen durch militante Moslems ausgesetzt.

## Ausrichtung
Der Begriff Evangelikal entspricht in Afrika einem etwas anderen Sprachgebrauch als in den USA und in Europa, wo er eher eine biblizistisch-konservative bis fundamentalistische Position innerhalb des Protestantismus bezeichnet. Hier bedeutet er einfach nur „evangelisierend“ und bezeichnet eine christliche Kirche, die missionarisch tätig ist und das Evangelium von Jesus Christus verkündigt.